# Campeonato Brasileño de Fútbol Femenino Sub-16 de 2019
El Campeonato Brasileño Femenino Sub-16 de 2019 fue la primera edición de esta competición de fútbol juvenil en la modalidad femenina organizada por la Confederación Brasileña de Fútbol (CBF). La competición tuvo como sede Minas Gerais e fue jugada por doce equipos entre los días 7 y 15 de diciembre.
Ferroviária, Santos, São Paulo y Vitória continuaron en la competencia después de la primera fase. El clásico "San-São" protagonizó la final, en la que São Paulo salió victorioso y acabó ganando su primer título.

## Participantes y reglamento
La CBF promovió invitaciones para los ocho mejores clubes de Primera División y para los semifinalistas de Segunda División. Todos los clubes aceptaron la invitación, a excepción del Palmeiras, que terminó siendo reemplazado por Vitória. El reglamento, a su vez, dividió a las asociaciones en tres grupos, en los que jugaron partidos de una sola ronda. Al final, los líderes de cada grupo y el mejor subcampeón se clasificaron para las semifinales. Los doce participantes de esta edición fueron:
- Audax
- Corinthians
- Cruzeiro
- Ferroviária
- Flamengo
- Grêmio
- Internacional
- Kindermann
- Santos
- São José
- São Paulo
- Vitória

## Resumen
El torneo constó de tres fases: la primera fue disputada por todos los participantes divididos en tres grupos. Los juegos del primer grupo se disputaron en la capital Belo Horizonte y contaron con los triunfos del Corinthians y Flamengo en la primera jornada; sin embargo, Santos acabó clasificando tras recuperarse de su derrota inicial al ganar los dos últimos partidos. El segundo grupo, con sede en Nova Serrana, finalizó con Ferroviária a la cabeza con tres victorias en tres partidos. El último grupo tuvo Vitória y Sao Paulo atadas en la puntuación, el equipo bahiano aseguró el liderazgo con criterios de desempate, mientras que el club de São Paulo también clasificado como el mejor segundo lugar.
Las semifinales se llevaron a cabo en el estadio Alterosas, Belo Horizonte, el 13 de diciembre. En ese momento, Santos y São Paulo eliminaron a Vitória y Ferroviária, respectivamente. Por tanto, los dos rivales decidieron el torneo, que acabó ganado por São Paulo.

## Resultados

### Primera fase

#### Grupo A
- Sede: Estadio Alterosas, Belo Horizonte.[11]

- Fuente: Confederación Brasileña de Fútbol

#### Grupo B
- Sede: Arena do Calçado, Nova Serrana.[11]

- Fuente: Confederación Brasileña de Fútbol

#### Grupo C
- Sede: Arena do Jacaré, Sete Lagoas.[11]

- São Paulo y Vitória terminaron empatados por el número de puntos. El posicionamiento final fue determinado por el criterio del desempate, el número de goles a favor.
- Grêmio y São José  terminaron empatados por el número de puntos. El posicionamiento final fue determinado por el criterio del desempate, la diferencia de goles.
- Fuente: Confederación Brasileña de Fútbol

### Semifinales y final
|  | Semifinais                      | Semifinais                      |        |           | Final                           | Final                           |  |
|  | 13 de diciembre, Belo Horizonte | 13 de diciembre, Belo Horizonte |        |           | 15 de diciembre, Belo Horizonte | 15 de diciembre, Belo Horizonte |  |
|  |                                 |                                 |        |           |                                 |                                 |  |
|  |                                 |                                 |        |           |                                 |                                 |  |
|  | Ferroviária                     | 1                               |        |           |                                 |                                 |  |
|  | Ferroviária                     | 1                               |        |           |                                 |                                 |  |
|  | São Paulo                       | 6                               |        |           |                                 |                                 |  |
|  | São Paulo                       | 6                               |        | São Paulo | 1                               |                                 |  |
|  |                                 |                                 |        | São Paulo | 1                               |                                 |  |
|  |                                 |                                 | Santos | 0         |                                 |                                 |  |
|  | Santos                          | 1                               | Santos | 0         |                                 |                                 |  |
|  | Santos                          | 1                               |        |           |                                 |                                 |  |
|  | Vitória                         | 0                               |        |           | Tercer lugar                    | Tercer lugar                    |  |
|  | Vitória                         | 0                               |        |           | Tercer lugar                    | Tercer lugar                    |  |
|  |                                 |                                 |        |           |                                 |                                 |  |
|  |                                 |                                 |        |           | Ferroviária (p.)                | 1 (4)                           |  |
|  |                                 |                                 |        |           | Ferroviária (p.)                | 1 (4)                           |  |
|  |                                 |                                 |        |           | Vitória                         | 1 (3)                           |  |
|  |                                 |                                 |        |           | Vitória                         | 1 (3)                           |  |
|  |                                 |                                 |        |           |                                 |                                 |  |

- Fuente: Confederación Brasileña de Fútbol